# Національний парк Рокі-Маунтін
Рокі-Маунтін (англ. Rocky Mountain National Park) — національний парк США, знаходиться на північний захід від Боулдер в Колорадо. Цілий рік парк доступний для відвідування. Він відомий своїми краєвидами на Скелясті гори, а також своєю фауною та флорою. Він має у своєму розпорядженні протяжну мережу туристичних стежок і велику кількість кемпінгів. Територією національного парку проходить Американський континентальний вододіл і протікає річка Колорадо .

## Географія
Парк природно ділиться на дві частини — східну та західну. У східній частині сухий клімат, крижані вершини та кари . У західній — вологий клімат та велика кількість лісів.
Гірські дороги мають загальну протяжність 578 км, у парку 150 озер (зокрема найбільше площею за глибиною у штаті — Гранд-Лейк) і 720 км струмків і річок. Крім того є 60 вершин висотою понад 3 700 м, найвища з яких Longs Peak (4 345 м).

## Клімат
Теплі місяці липень і серпень, коли температура досягає позначки вище 25 ° С, хоча не рідко може і впасти вночі нижче нуля. Грози не є рідкістю. У середині жовтня починаються рясні снігопади, які йдуть до травня. Весна волога, з дощем і снігом, що чергуються. У поодиноких випадках опади у вигляді снігу можуть випадати до липня місяця. У західній частині зазвичай випадає більше опадів, ніж у східній.

## Флора і фауна
Альпійські лугові квіти проходять випробування суворим кліматом, зацвітаючи з квітня до вересня. Найбільш поширені дерева — сосни. На височинах дерева зникають, поступаючись місцем нескінченним тундрам і лукам. Парк відомий завдяки великим видам тварин, таким як вапіті та товстороги, тут можна побачити різні види колібрі, білок та інші види.